# Toto Koopman
Toto Koopman (tatsächlich Catharina Koopman, auch Katharina Koopman; * Oktober 1908 in Salatiga auf Java, Niederländisch-Indien; † 1991 in London) war eines der berühmtesten Fotomodelle der 1930er Jahre, eine Muse in der liberalen Kunstszene Frankreichs und Englands, eine Spionin für die italienische Resistenza gegen den Faschismus und Nationalsozialismus, sowie Galeristin.

## Leben
Catharina Koopman wurde 1908 als Kind eines niederländischen Kavallerieoffiziers und seiner halb indonesischen, halb holländischen Frau auf der Insel Java geboren. Die Hochzeit der Eltern war wegen der „Mischehe“ ein Skandal in der niederländischen Kolonialwelt, die Familie geriet dadurch in Schwierigkeiten. Catharina wuchs zwischen Teeplantagen und Elefanten auf. Ihr Spitzname Toto, den sie ein Leben lang behielt, leitete sich vom Namen des Lieblingspferds ihres Vaters ab.

### Karriere
1928 zog sie nach Paris. In den 1930er Jahren arbeitete Toto kurze Zeit für die Modedesignerin Coco Chanel, dann für Mainbocher und Madeleine Vionnet. Sie war das erste nicht-weiße Model auf dem Cover der Vogue: Die Fotoserie in der September 1933-Ausgabe der Vogue (fotografiert von George Hoyningen-Huene mit Couture von Augusta Bernard) wurde wegen ihrer Reduziertheit und der starken erotischen Präsenz Toto Koopmans stilprägend für die Modefotografie der Zeit.
Koopman lernte in England den Londoner Zeitungsmagnaten Lord Beaverbrook kennen und wurde in dessen Zirkel eingeführt. Dort bat man sie, bei ihren vielen Reisen durch Europa in der High Society des Hitler-Deutschlands und Mussolini-Italiens Informationen zu sammeln. Zur Spionin für die italienische Widerstandsbewegung wurde sie 1939, als sie eine Liebesbeziehung mit einem Resistenza-Kämpfer einging. Dabei spielten die Umstände eine Rolle, dass sie sechs Sprachen fließend sprach und keine familiären Bindungen aufwies. Sie wurde 1941 von den italienischen Faschisten zweimal verhaftet und konnte fliehen. Im Oktober 1944 fiel sie in die Hände der Gestapo und wurde ins Konzentrationslager Ravensbrück deportiert. Dort führte man an ihr unter anderem medizinische Experimente durch. Sie selbst gab – in fließendem Deutsch – vor, eine am Londoner St.-Mary’s-Krankenhaus ausgebildete Krankenschwester zu sein und bekam kleine Arbeiten im Behandlungstrakt. Nach der Befreiung des KZ durch die Alliierten im April 1945 holte die Schwerkranke ein früherer Liebhaber, Randolph Churchill (Sohn des Premierministers Winston Churchill), ab. Fortan war ihr Lebensmittelpunkt London.
1945 lernte sie die deutsche Kunstsammlerin Erica Brausen kennen, mit der sie Jahre später eine Liebesbeziehung einging. Als Brausen 1947 im Londoner Westend die Hanover Gallery eröffnete, die zu einem Zentrum für die Kunstszene wurde, war Toto Koopman die Frau an Brausens Seite, die die sozialen Kontakte pflegte und die Galerie in ihren Kreisen bekannt machte.
Später intensivierte sie ihr Interesse für Archäologie. Mit Brausen lebte Catharina Toto Koopman bis zu ihrem Tod 1991 zusammen, zuletzt auf einem von beiden Frauen aufgebauten Luxusareal auf der süditalienischen Insel Panarea.